# Le Rœulx
El Rœulx (en valón El Rû) es una ciudad de la francófona de Bélgica situada en la Región Valona en la provincia de Henao. La etimología del nombre proviene del germánico röde. El castillo de los Príncipes de Croÿ forma parte del patrimonio más importante de Valonia.

## Historia

Escudo de la ciudad de Le Rœulx

Antiguamente, el pueblo de Rœulx pertenecía a Wauthier, gobernador de Ath: se había casado con Ada de Montdidier, llamada Roucy, pero la pareja solo tuvo una hija Beatriz, nacida alrededor de 1091. Balduino II de Henao, conde de Henao, la hizo casar con su hijo Arnould. Por eso, toda la descendencia será conocida como «Henao Roeulx».
Su hijo Eustaquio I llamado el Viejo (1115-1192) será consejero y compañero de armas de los Condes de Henao, par del condado. Participó en todas las campañas militares: en 1172, formará parte de la victoriosa expedición contra Enrique III duque de Limburgo. En 1182, participó en la expedición contra el castillo de Wanaque y en 1184 contra el duque de Brabante. Se casó con María Morlanwelz que le aportó el señorío y el castillo de Morlanwelz.
Su hijo mayor, Eustaquio II llamado el Valet de Rœulx (1168-1186) participó en la guerra contra Felipe Augusto, rey de Francia, siendo testigo de la devastación causada por las tropas del obispo de Colonia en su querida ciudad de Roeulx, la cual incendiaron. Defendió su castillo de Morlanwelz en el que se había refugiado. Se vengó durante la retirada de las tropas de la coalición (Brabante, Flandes y Colonia), esta retirada se convirtió en derrota y fue preciso la intervención del rey de Francia para que no se convirtiera en una carnicería. Se casó con Berta de Gavres.
Eustaquio III llamado Canivet (1180-1224) fue consejero de Balduino V de Henao. Firmó como testigo el tratado de alianza entre Brabante y Henao, así como la Carta de Derecho de Balduino VI.

## Geografía

### Secciones del municipio
El municipio comprende los antiguos municipios, que se fusionaron en 1977:
| - Le Rœulx - Gottignies - Mignault - Thieu - Ville-sur-Haine |

## Demografía

### Evolución
Todos los datos históricos relativos al actual municipio, el siguiente gráfico refleja su evolución demográfica, incluyendo municipios después de efectuada la fusión el 1 de enero de 1977.
| Gráfica de evolución demográfica de Le Rœulx entre 1846 y 2019 |
|                                                                |

## Ciudades hermanas
- Quinsac (Francia)[2]